# Alan Lomax
Alan Lomax (ur. 31 stycznia 1915 w Austin w Teksasie, zm. 19 lipca 2002 w Sarasota na Florydzie) – amerykański etnomuzykolog i folklorysta.

## Życiorys
Syn Johna Lomaxa. Studiował na Harvard University, University of Texas i Columbia University, w 1939 roku uzyskując dyplom z antropologii. Pracę badawczą rozpoczął pod kierunkiem ojca, od 1938 roku pracowali wspólnie w Bibliotece Kongresu w Waszyngtonie. Badał kulturę muzyczną amerykańskiego Południa, zbierał piosenki ludowe, kowbojskie i bluesowe, dokonywał nagrań terenowych. Wydawał zbiory pieśni, dokonywał też nagrań fonograficznych czarnoskórych muzyków jazzowych, m.in. w 1938 roku zarejestrował Jelly’ego Rolla Mortona, któremu później poświęcił monografię biograficzną. W latach 1946–1949 kierował działem muzyki ludowej w wytwórni Decca Records. Nagrywał i badał pieśni ludowe w Stanach Zjednoczonych i Europie. W 1963 roku został dyrektorem Bureau of Applied Social Research, w tym samym roku objął kierownictwo programu kantometrii na Columbia University, będąc odpowiedzialnym za badania porównawcze nad stylami śpiewów i praktyką wykonawczą w obszarze światowym.
W 1986 roku został odznaczony National Medal of Arts. Na początku lat 50. XX wieku, w okresie makkartyzmu, objęty był śledztwem ze strony FBI ze względu na swoje poglądy polityczne.

## Prace
(na podstawie materiałów źródłowych)
- American Folk Song and Folk Lore: A Regional Bibliography (Nowy Jork 1942, wspólnie z S.R. Cowell)
- Mr. Jelly Roll (Nowy Jork 1950, 2. wyd. 1973)
- Harriett and Her Harmonium (Londyn 1955)
- The Rainbow Sign (Nowy Jork 1959)
- Cantometrics: A Handbook and Training Method (Berkeley 1976)
- Index of World Song (Nowy Jork 1977)
- The Land Where the Blues Began (Nowy Jork 1993)